# Cerrophidion
Cerrophidion es un género de serpientes venenosas de la subfamilia Crotalinae. Se halla en el sur de México, el altiplano de Centroamérica hasta el oeste de Panamá. El nombre es derivado de la palabra española cerro y la palabra griega ophidion que significa "pequeña serpiente", lo que equivale a "pequeña serpiente de montaña". Son reconocidas actualmente cuatro especies y ninguna subespecie. Tiene los nombres comunes: cheta, montane pitviper.

## Descripción
Crece hasta una longitud máxima de 82,2 cm (en el caso de C. godmani), pero por lo general no supera más de 50-55 cm. La escamación de la cabeza puede variar mucho, siendo algunos de ellos ampliada, especialmente en la región de la escama frontal. El hecho de que la escama prelacunal no es fusionada con cualquiera de las escamas supralabiales, es característico de este género. El resto de las escamas se caracterizan así: 1-7 escamas intersupraoculares, 7-11 supralabiales, 8-12 sublabiales, 120-150 escamas ventrales, 22-36 escamas subcaudales (no dividida) y 17-21 (raramente 23) escamas dorsales a medio-cuerpo.
A cada lado de la cabeza tiene una foseta loreal (como todas las víboras de foseta) ubicada entre el ojo y el hocico, que sirve para detectar presas que emiten radiación infrarroja. 

## Distribución geográfica
Se halla en el sur de México (en el altiplano de Guerrero y el sureste de Oaxaca), el altiplano de Centroamérica (Guatemala, El Salvador, Honduras, el norte de Nicaragua y Costa Rica), hasta el oeste de Panamá.

## Especies
| Especies          | AUtor taxón                              | Nombre común                            | Distribución geográfica |
| ----------------- | ---------------------------------------- | --------------------------------------- | --- |
| C. barbouri       | (Dunn, 1919)                             | Inglés: Barbour's montane pitviper      | Altiplano de la Sierra Madre del Sur en el estado de Guerrero, México. |
| C. godmaniT       | (Günther, 1863)                          | Cheta Inglés: Godman's montane pitviper | Sureste de Oaxaca y Chiapas en México, pasando por América Central hacia el oeste de Panamá a una altitud media y grande. En Guatemala se halla en la Sierra de los Cuchumatanes, la Sierra de Chamá, Sierra de Cuilco, Sierra de Chuacús, y la Sierra de las Minas. |
| C. petlalcalensis | (López-luna, Vogt & Torre-loranca, 1999) |                                         | |
| C. tzotzilorum    | (Campbell, 1985)                         | Inglés: Tzotzil montane pitviper        | Meseta Central de Chiapas, México. |

T) especie tipo.

## Taxonomía
López-luna, Vogt & Torre-loranca (1999) describieron una nueva especie: C. petlalcalensis.